# منصة مدرستي
مدرستي هو نظام للتعليم عن بعد أنشأته وزارة التعليم في المملكة العربية السعودية في ظل انتشار جائحة فيروس كورونا لتسهيل التعلم على طلاب الروضة والمرحلة الابتدائية والمرحلة المتوسطة والمرحلة الثانوية. واستمرت منصة مدرستي في تقديم خدماتها المتنوعة للمتعلمين والمعلمين بعد انتهاء الجائحة.

## الخلفية
في ظل استمرار جائحة فيروس كورونا عالميًّا، وضمن الإجراءات التي اتخذتها السعودية لمواجهة الجائحة، أعلنت وزارة التعليم تعليق الدراسة مؤقتاً في جميع مناطق ومحافظات المملكة اعتباراً من يوم الإثنين 14 رجب 1441 هـ الموافق 9 مارس 2020م حتى إشعار آخر. وشمل القرار مدارس ومؤسسات التعليم العام والأهلي والجامعي والمؤسسة العامة للتدريب التقني والمهني الحكومية والأهلية. والبدء في تفعيل الدراسة عن بعد لجميع المراحل التعليمية.
في 16 أبريل، قررت وزارة التعليم نقل جميع طلاب وطالبات التعليم العام للصفوف الدراسية التي تلي صفوفهم الحالية واستمرار عمليات التعلم.
في 15 أغسطس، أعلن وزير التعليم الدكتور حمد آل الشيخ، عن استئناف الدراسة للعام الدراسي الجديد بنظام التعليم عن بُعد، لجميع مراحل التعليم العام، في أول سبعة أسابيع من العام، على أن يتم تقييم الوضع لاحقاً للنظر فيما يتبقى من أسابيع الدراسة في الفصل الدراسي الأول. وأفاد بأن الدراسة في الجامعات ومؤسسة التدريب التقني ستكون أيضاً عن بُعد للمقرات النظرية؛ وحضورياً للمقررات العملية. وفي 8 أكتوبر، وبعد تقييم للوضع، تقرر استمرار التعليم للفصل الدراسي الأول عن بعد لجميع مراحل التعليم.

## الوسيلة
يكون الدخول في منصة مدرستي عن طريق الربط بين حساب مايكروسوفت وحساب توكلنا والذي قامت بإنشائه الهيئة السعودية للبيانات والذكاء الاصطناعي فيدخل المتعلم سواء كان ذكرًا أو أنثى إلى منصة مدرستي ويقوم بإدخال البريد الخاص والذي أرسل إليه ومن ثم يقوم بإدخال كلمة المرور فتظهر صفحة يستطيع من خلالها الدخول إلى الفصول الافتراضية وحل الواجبات والاختبارات وطرح أسئلة على المعلمين والمعلمات، ويتم الدخول إلى الفصول الافتراضية عبر النظام الذي طَرَحَتهُ شركة مايكروسوفت وهو مايكروسوفت تيمز حيث يتميز البرنامج بسرعته وقدرته على احتمال العديد من المستخدمين في نفس الوقت.

## فوائد المنصة
في ظل فيروس كورونا وانتشار الفيروسات والأمراض في العالم أصبح الإنترنت حلًا لجميع مشاكل توقف سير الحياة والمعاملات الحياتية، ويتم ذلك عن طريق إنشاء مواقع ومنصات تعليمية تعمل على عدم توقف العملية التعليمية وتقوم بتعليم الطلاب في منازلهم دون الخروج إلى التجمعات، ومنها منصة مدرستي الخاصة بالتعليم. التي تقوم بتقليل فرص الإصابة بالفيروس وبرمجة أوقات منظمة، فالمرحلة المتوسطة والثانوية من الساعة التاسعة صباحاً وحتى الساعة الثانية ظهراً والابتدائية من الثانية ظهراً وحتى الثامنة ليلاً.
ساهمت المنصة في المحافظة على الرحلة التعليمية بشهادة المختصين في التعليم وأولياء أمور، حيث يستفيد منها أكثر من ستة ملايين طالب وطالبة في أكثر من 250 ألف فصل افتراضي يومي، بالإضافة إلى 525 ألف معلم ومعلمة وأولياء الأمور وقادة المدارس والمشرفين التربويين، الذين بإمكانهم التفاعل في نظام تعليمي متعددة المسارات والمهام.

## الانتشار
تصدرت منصة مدرستي التعليمية محرك البحث جوجل بالمملكة العربية السعودية، وبدأت تؤتي ثمارها بعد انقضاء الأسبوع السابع في التعلم عن بعد وتعود أولياء الأمور على المنصة والقنوات البديلة التي وظفتها وزارة التعليم.

## منظمة اتحاد التعليم الإلكتروني
في عام 2021م أصدرت منظمة اتحاد التعليم الإلكتروني OLC بمشاركة عدد من الجهات العالمية، الدراسة الدولية التوثيقية التطويرية الثانية للتعليم الإلكتروني في المملكة العربية السعودية خلال جائحة كورونا، بمشاركة 453.879 من الطلاب والمعلمين وأولياء الأمور وأعضاء هيئة التدريس، من بينهم أكثر من 387 ألف مشارك من التعليم العام، وأكثر من 65 ألف مشارك من التعليم العالي.
وشملت الدراسة مقارنة منصة مدرستي مع أفضل 7 منصات عالمية و174 دولة؛ موضحة تفوقًا لافتًا للمنصة كنموذج رائد دوليًا، وأحد حلول التعليم الإلكتروني في الدول المتقدمة خلال جائحة كورونا كوفيد-19، من خلال أكثر من 6 ملايين مستخدم ونسبة دخول 98%، كما تعد فريدة من نوعها عالمياً مقارنةً بالجهود المبذولة من الدول الأخرى لتطبيق نظام إدارة التعلم على المستوى الوطني في التعليم الإلكتروني لمراحل التعليم العام.
واختارت منظمة اليونسكو العالمية المملكة ضمن أفضل 4 نماذج عالمية على صعيد التعليم الإلكتروني بجانب (كوريا الجنوبية والصين وفنلندا)، كما اعتمدت الإطار التقويمي الذي أعده المركز الوطني للتعليم الإلكتروني؛ من خلال الدراسة الدولية التي تقوم بها المنظمة لأفضل الممارسات العالمية في التعليم الإلكتروني.
وتأتي هذه الدراسة تتويجًا لمسيرة وطنية حافلة بالنجاح في التحول نحو التعليم الإلكتروني على المستوى الدولي، بالمقارنة مع العديد من الدول الرائدة في المجال، لتحتل المملكة مكانة مرموقة بين أهم دول العالم من خلال نتائج البحوث والدراسات المستفيضة في المجال.

## خدمات منصة مدرستي
- توفير المقررات الدراسية لطلاب المراحل الدراسية في التعليم العام، وتوفر المسارات التعليمية المختلفة التفاعلية.
- توفير بنك الأسئلة الذي يشتمل على ما يفوق المئة ألف سؤال لجميع المسارات التعليمية.
- تقديم أكثر من 45 ألف محتوى تعليمي إلكتروني،[16] يشمل ما هو مرئي[17] وما يندرج تحت بند الألعاب، وذلك من خلال المنصات الرقمية التابعة لها.
- تتنوع المصادر التعليمية المقدمة ما بين مرئية كالفيديوهات، ومجسمات إلكترونية ثلاثية الأبعاد.
- تنفيذ الفصول الافتراضية للإسهام في إنجاز العملية التعليمية.
- الاهتمام بقياس أداء الطلاب وتحليل نتائجهم الدراسية من خلال مجموعة من الاستبيانات الإلكترونية.
- توفير قنوات للتواصل بين كل تلك الأطراف: الطلاب وأولياء الأمور والمعلمين والمشرفين التربويين.[18]
- في عام 2023م أطلقت منصة مدرستي خدمتين جديدتين هما: خدمة الالتزام المدرسي التي تهدف لتقليل الاستخدامات الورقية وضمان وصول الإقرار للطلبة وأولياء الأمور، وخدمة تيسير الوصول للطلاب والطالبات ذوي الإعاقة البصرية للمنصة، بهدف تمكينهم من الاستفادة من خدمات المنصة بسهولة.[19]

## الجوائز
- الجائزة الكبرى في مجال التعليم الإلكتروني في منتدى القمة العالمية لمجتمع المعلومات "WSIS" في جنيف عام 2025م.[20]